# Teuchocnemis
Teuchocnemis is een vliegengeslacht uit de familie van de zweefvliegen (Syrphidae).

## Soorten
- T. bacuntius (Walker, 1849)
- T. lituratus (Loew, 1863)